# Mor Augin-klooster
Het Mor Augin-klooster (Syrisch: ܕܝܪܐ ܕܡܪܝ ܐܘܓܝܢ, Deyro d' Mor Augin Turks: Mar Evgin Manastırı) is een Syrisch-orthodox klooster gesticht in de 4e eeuw en is gelegen in de Turkse provincie Mardin nabij de stad Nusaybin in de Aramese regio Tur Abdin.